# الباي المقلش
الباي المقلش هو محمد بن محمد بن عثمان، حاكم بايلك الغرب والملقب بالمقلش وهو خامس بايات وهران، من مواليد 1202 هـ وتقلد منصب الباي عام 1220 ه‍ حيث عمره 18 عاما وكان مهمته بالأساس القضاء على ثورة درقاوة التي أطاحت بالباي مصطفى العجمي.

## وفاته
بعد قضائه على ثورة درقوة تطرق الآغا بن عودة المزاري في كتابه طلع سعد السعود أن الباي تعرض لميته بشعه 
| الباي المقلش | «عزله أهل الجزائر بالقوة والشد، وأمروا بقتله بوهران فقتل شرّ قتلة بعد أن ذاق أنواعا من العذاب خارجة عن الحد، حتى كانوا يحمون سبائك الحديد، ويضعونها على رأسه وهو في العذاب الشديد. وسببه أنه سرّح المحلة للجزائر كما هي العادة القديمة فيما حكي من الخبر، ولما عدم الدواب أمر بحمل الأثقال على البقر، فبلغ خبره الباشا فأنف من فعله وأمر فورا بعزله وقتله، مع ما تقدم له من شكاية المخزن ومرة أحمد التركي بالفعل القبيح، الذي لا ينبغي أن يذكر ولا يكون به التلويح فضلًا عن التصريح. وكانت أيامه كلها حوادث، ولا حادثه أشد من الغلاء المفرط بوقته وفناء الناس وكثرة الفساد والعوابث» | الباي المقلش |